# Unga & fria
Unga & fria (pol. młoda i wolna) – singel szwedzkiej piosenkarki Fröken Snusk wydany 10 lutego 2024 roku przez wytwórnię Iconic Music. Utwór został napisany przez Sarę Ryan i samą artystkę. Singel dotarł do 1. miejsca na oficjalnej szwedzkiej liście sprzedaży.
Utwór rywalizował w Melodifestivalen 2024. Artystka wystąpiła w drugim półfinale i z czwartego miejsca awansowała do dogrywki, w której zajęła ostatecznie 3. miejsce i nie zakwalifikowała się do finału. Mimo tego, piosenka stała się hitem w Szwecji i została drugim utworem artystki, po „Rid mig som en dalahäst”, który znalazł się na pierwszym miejscu listy sprzedaży w Szwecji.
Piosenka została omyłkowo opublikowana w platformie TikTok przed transmisją drugiego półfinału, przez co groziła mu dyskwalifikacja – żaden utwór nie może być bowiem opublikowany przed wyznaczonym przez Sveriges Television czasem. Ostatecznie producent Melodifestivalen zaprzeczył, jakoby utwór miał zostać zdyskwalifikowany.

## Lista utworów
| Digital download / media strumieniowe | Digital download / media strumieniowe | Digital download / media strumieniowe |
| Nr                                    | Tytuł utworu                          | Długość                               |
| ------------------------------------- | ------------------------------------- | ------------------------------------- |
| 1.                                    | „Unga & fria”                         | 3:03                                  |

## Notowania
| Kraj    | Notowanie (2024)  | Najwyższa pozycja |
| ------- | ----------------- | ----------------- |
| Szwecja | Sverigetopplistan | 1                 |